# Luděk Marold

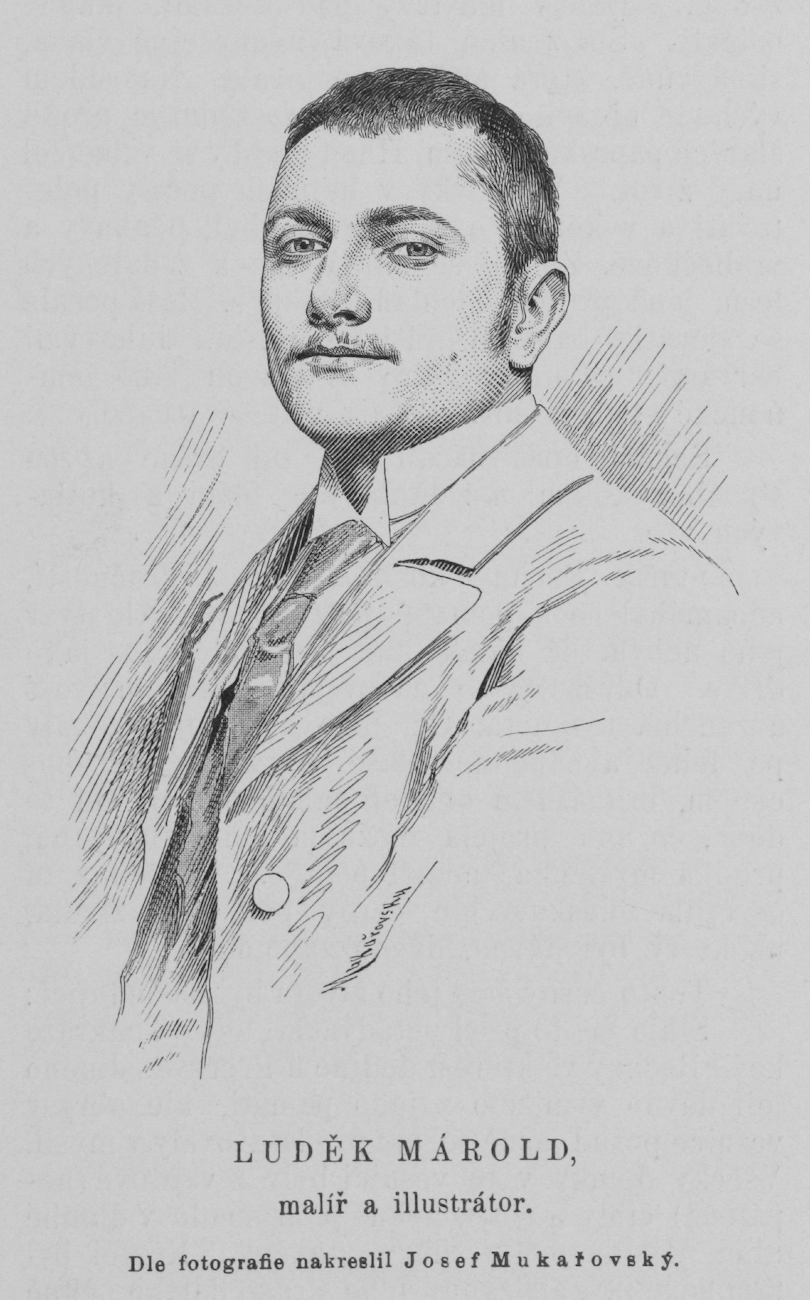
Luděk Marold (1892)

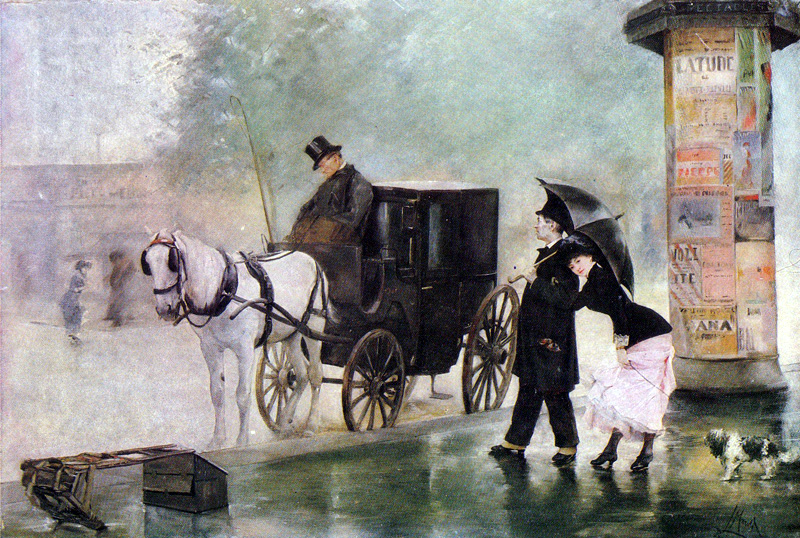
Der Mietkutscher, Luděk Marold (1891)

Luděk Marold (* 7. August 1865 in Prag; † 1. Dezember 1898 ebenda) war ein tschechischer Maler und Graphiker.

## Leben
Der Waise, sein Vater starb im Deutschen Krieg 1866, seine Mutter sechs Jahre später, begann mit sechzehn Jahren sein Studium an der Prager Akademie, wurde ausgeschlossen und setzte sein Studium 1881 bis 1887 beim Professor Ludwig von Löfftz in München fort, lernte dort unter anderem Mikoláš Aleš und andere tschechische Maler kennen. Er kehrte auf die Prager Akademie zurück und wurde von Maximilián Pirner unterrichtet, arbeitete in seinem Atelier und wurde Redakteur des Vereins Mánes. 1889 wechselte er an die künstlerisch-industrielle Schule in Prag und erhielt dort ein Stipendium für einen Parisaufenthalt. In Paris lebte er bis 1897 von Zeichnungen für verschiedene Publikationen. Er lernte auch hier viele Künstler wie Vojtěch Hynais kennen. Als bereits ausgezeichneter Künstler kehrte er nach Prag zurück. 1898 erhielt er auf der Großen Berliner Kunstausstellung eine kleine Goldmedaille.

## Werke
Während seines Studiums zeichnete er für eine Reihe deutscher Zeitschriften. Seine weiteren Werke sind meist Illustrationen oder plakative Darstellungen, die vor allem auf den tschechischen Jugendstil inspirativen Einfluss ausübten. Bekannt sind vor allem seine Ölgemälde Eiermarkt in Prag (Vaječný trh v Praze) 1888 oder das Panoramabild Bitva u Lipan (Schlacht von Lipany). Dabei handelt es sich um ein elf Meter hohes und 95 Meter langes Bild. Die Skizzen für das Gemälde wurden direkt in Lipany angefertigt, der entscheidenden Schlacht der Hussitenkriege. Am Bild mitgearbeitet haben der Landschaftsmaler Václav Jansa, Szenograf Karel Štapfer, Kolorist Theodor Hilšer und der Pferdemaler Vacátek.

## Auszeichnungen
- Goldene Medaille für Illustrationen an der internationalen Ausstellung in München 1892
- Kleine Goldene Medaille für eine Aquarell-Sammlung auf der Großen Berliner Kunstausstellung, erworben durch preußische Regierung 1898